# Ehrenburg (Nedersaksen)
Ehrenburg is een gemeente in de Duitse deelstaat Nedersaksen. De gemeente maakt deel uit van de Samtgemeinde Schwaförden in het Landkreis Diepholz. Ehrenburg telt 1.507 inwoners.
Tot de gemeente behoren ook de dorpjes Schmalförden, Schweringhausen, Stocksdorf en Wesenstedt. Al deze plaatsjes zijn economisch  weinig belangrijke dorpen met een overwegend agrarisch karakter. 
Ten oosten van de gemeente loopt op circa 5 kilometer afstand  de Bundesstraße 61, die van Bassum naar Minden leidt.

Ten westen van de gemeente loopt op circa 8 kilometer afstand  de Bundesstraße 51, die van Twistringen naar Bremen en Osnabrück leidt.
Het dorp Ehrenburg heet naar een in 1346 door de  graven van Hoya gebouwd kasteel Ehrenburg. In 1517 ging dit verloren door oorlogsgeweld tijdens de Hildesheimse Stichtsoorlog, werd als vesting van het Hertogdom Brunswijk-Lüneburg tegen die van Münster herbouwd, maar tijdens de Dertigjarige Oorlog opnieuw, en nu voorgoed, verwoest.

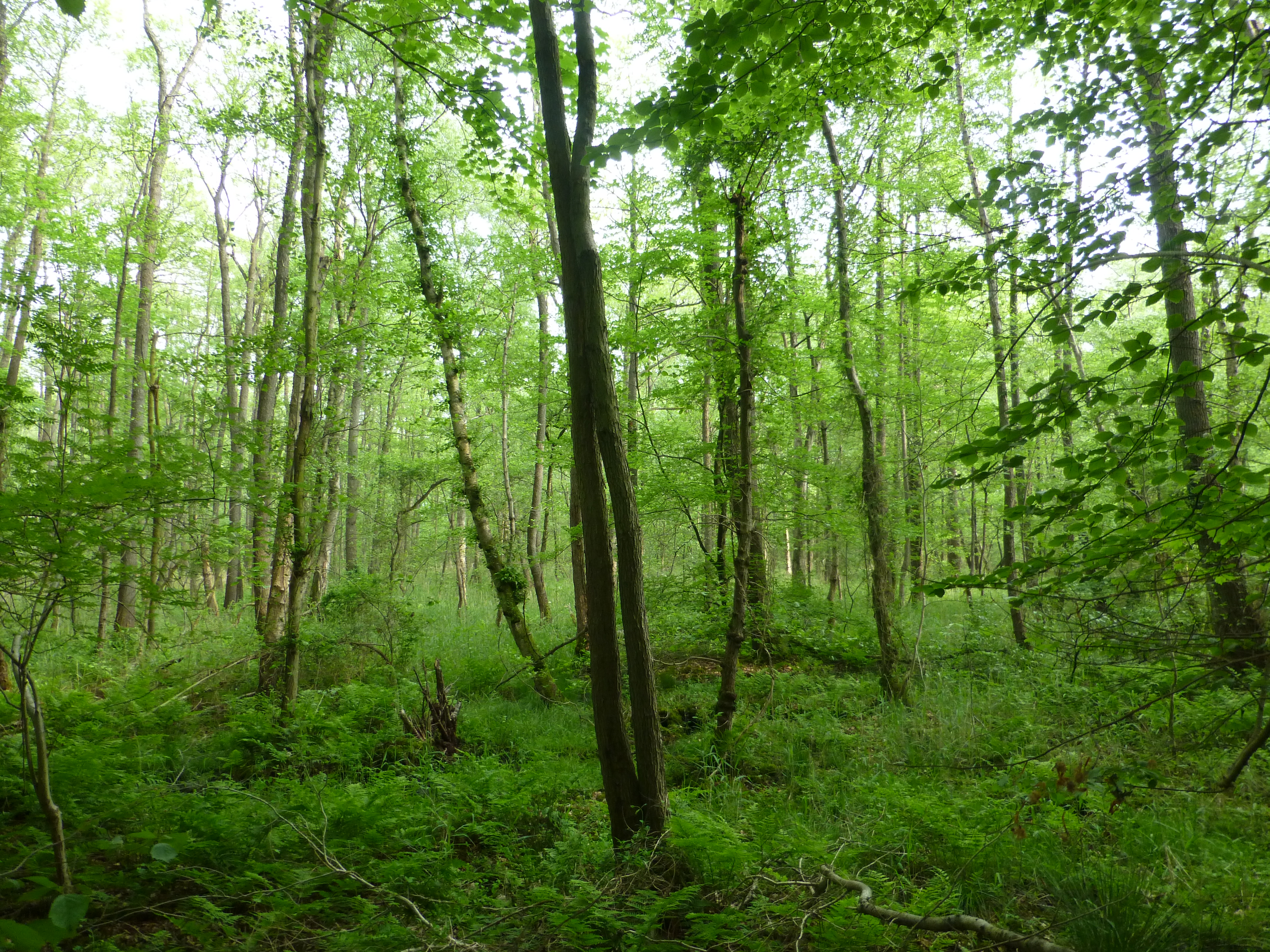
Elzenbroekbos bij Ehrenburg
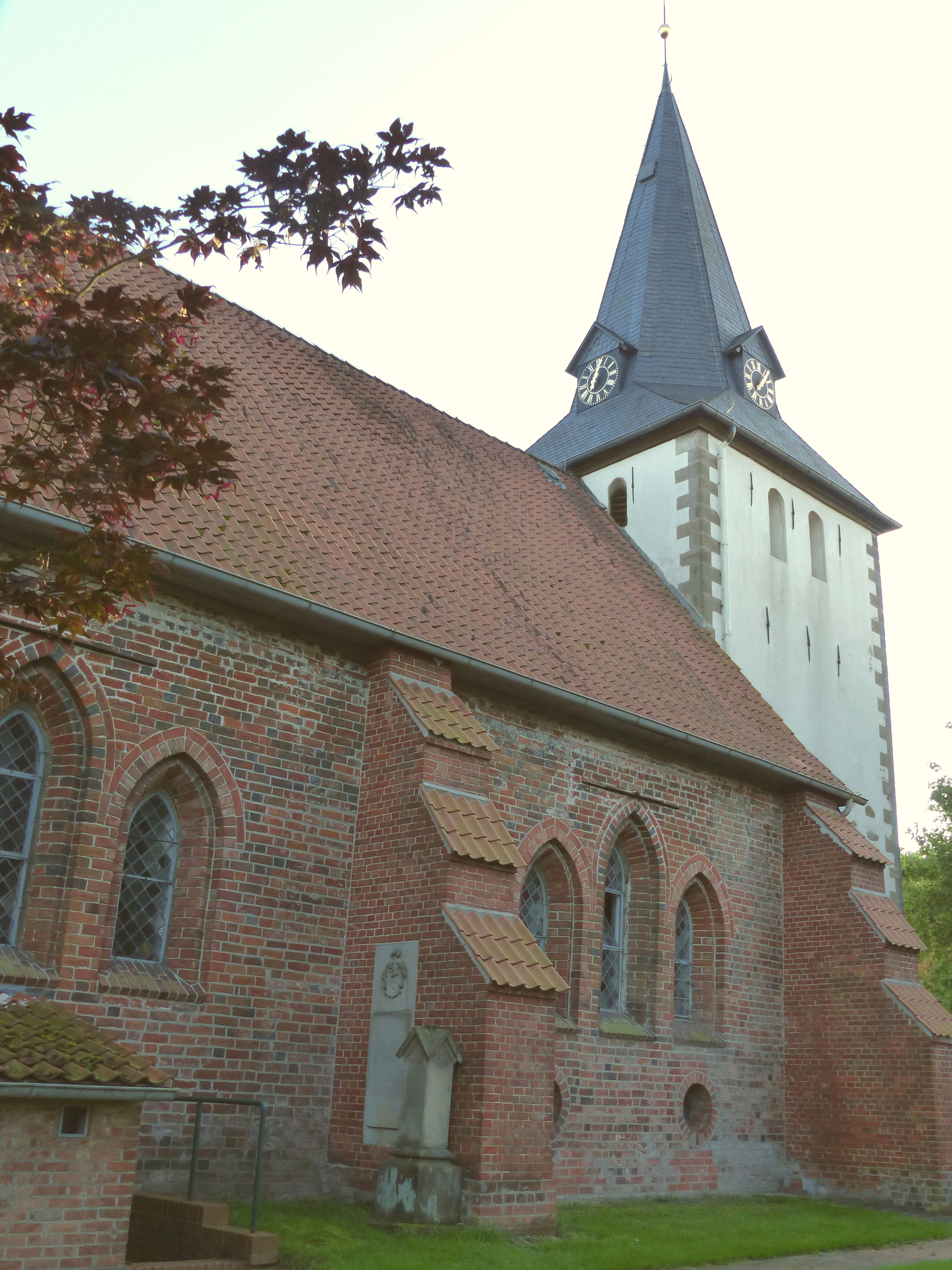
St. Nicolaaskerk, Schmalförden
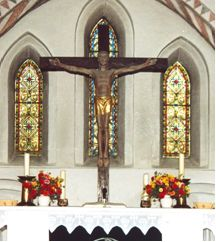
St. Nicolaaskerk, Schmalförden, crucifix (1952)

Bij het dorp ligt een fraai, 19 hectare groot, uit elzenbroekbos op een laag laagveen bestaand, natuurreservaat.
De evangelisch-lutherse St. Nicolaaskerk te Schmalförden dateert uit de 13e eeuw en heeft een bezienswaardig interieur.
- Gemeinsame Normdatei: 1067435069
- Virtual International Authority File: 240773272